# Der ferne Regenbogen
Der ferne Regenbogen (russisch Далёкая Радуга Daljokaja Raduga) ist ein Science-Fiction-Roman von Arkadi und Boris Strugazki aus dem Jahr 1963.
Die Erstfassung wurde 1962 im November begonnen und im Dezember fertiggestellt. Danach haben die Schriftsteller ihr Werk noch weiter überarbeitet, umgeschrieben, verkürzt und neu verfasst. Mehr als ein halbes Jahr dauerte dieser Prozess, bis das Buch die endgültige Form annahm. Die Originalausgabe erschien 1963 unter dem Titel Daljokaja raduga (der ferne Regenbogen), die deutsche Übersetzung von Aljonna Möckel erschien im Jahr 1971 im Verlag Das Neue Berlin.

## Inhalt
Der Roman gehört zum Zyklus der Welt des Mittags, einer von den beiden Autoren ausgedachten Science-Fiction Welt in welcher eine Reihe ihrer Bücher spielt. Mehrere der in Der ferne Regenbogen auftretenden Personen sind deshalb bereits aus anderen Werken bekannt, darunter insbesondere Biologe und Arzt Percy Dickson, Steuermann Mark Walkenstein und Raumschiff-Kapitän Leonid Andrejewitsch Gorbowski.
Die gesamte Handlung spielt um das Jahr 2156 innerhalb eines Tages auf dem kleinen, von der Erde weit entfernten Planet „Regenbogen“. Dieser von Menschen, insbesondere Künstlern, Touristen, Wissenschaftlern und deren Familien bewohnte Planet wird seit vielen Jahren vor allem für Experimente zur Teleportation, hier „Nulltransport“ genannt, genutzt. Jeder Teleportationsversuch erzeugt als Nebenwirkung eine sogenannte „Welle“, eine Energiewand, welche vom Boden bis zum Himmel reicht, über die Oberfläche wandert und die gesamte organische Materie auf ihrem Weg verbrennt. Ihre Energie steigt mit der Masse des während des Experiments teleportierten Materials. Bis vor kurzem konnte diese Welle regelmäßig mit sogenannten Energieabsorbern gestoppt werden. Die Welle, die bei dem nächsten Versuch eine Masse von 20 Kilogramm auf die Erde zu beamen, entsteht, ist jedoch stärker als alle anderen zuvor – zwei Energiewände, die sich vom Pol des Planeten zum Äquator aufeinander zu bewegen. Einer der Hauptdarsteller, der junge Techniker Robert und sein Kollege Kamillo entdecken vom Beobachtungsturm aus die Welle und müssen fliehen. Nach der Feststellung, dass sich die neue Welle nicht aufhalten lässt, tritt Chaos ein. Es beginnt die Evakuierung.
Da sich die Bevölkerung des Regenbogens noch nicht selbst versorgen kann, werden hin und wieder wichtige Güter von der Erde aus geliefert. Deshalb ist das Transport-Raumschiff „Tariel“ unter Kommando Leonid Gorbowskis vor kurzem angelandet und bietet nun Transportkapazitäten zur Flucht. Ein weiteres Raumschiff, die „Strela“, ist noch zu weit entfernt, um zu helfen, und so reicht der Platz in „Tariel“ nur für einen Bruchteil der Bevölkerung aus. Hinzukommend bestehen viele Wissenschaftler und Künstler darauf, ihr Werk bzw. die Ergebnisse ihrer Forschungen zu retten. Einige verzichten sogar auf ihren eigenen Platz, um ihre Arbeit unterzubringen. Während einige Menschen resignieren und sich ihrem Schicksal ergeben, klammern sich andere bis zum Schluss an die Hoffnung, ihre geliebten Menschen in Sicherheit zu wissen, auch wenn sie diese selbst nicht begleiten können. Schließlich bleibt sogar der Kapitän des Raumschiffs, Leonid Gorbowski, auf dem Planeten zurück und sieht der herannahenden Welle gelassen entgegen, während zumindest ein Großteil der Kinder des Planeten im Raumschiff entkommt.

## Deutsche Ausgaben
- Der ferne Regenbogen: Eine utopische Erzählung, aus dem Russischen von Aljonna Möckel, Frankfurt am Main: Suhrkamp 1996, ISBN 978-3-518-39016-0 (Reihe Phantastische Bibliothek Bd. 330)
- Der ferne Regenbogen: Science-Fiction-Roman, München: Heyne 1976, ISBN 978-3-453-30387-4.
- Der ferne Regenbogen: Eine utopische Erzählung, aus dem Russischen von Aljonna Möckel. Illustrationen: Ulrich Hachulla, Berlin: Verlag Das Neue Berlin 1971.

## Belege
1. ↑  Arkadi und Boris Strugazki: Der ferne Regenbogen. Das Neue Berlin, 1971, ISBN 3-518-39016-3, S. 127.
2. ↑  Der ferne Regenbogen – Arkadi und Boris Strugazki. In: alexander-baumbach.de. Der phantastische Bücherschrank, 17. Mai 2020, abgerufen am 8. Februar 2024.
3. ↑  Der ferne Regenbogen. In: lifeinthe22ndcentury.de. Life in the 22nd Century, 2. Mai 2011, abgerufen am 8. Februar 2024.